# Apatura serarum
Apatura serarum är en fjärilsart som beskrevs av Charles Oberthür 1891. Apatura serarum ingår i släktet Apatura och familjen praktfjärilar. Inga underarter finns listade i Catalogue of Life.